# Economia sănătății

Cheltuielile mondiale pentru sănătate ca pondere din PIB-ul global.

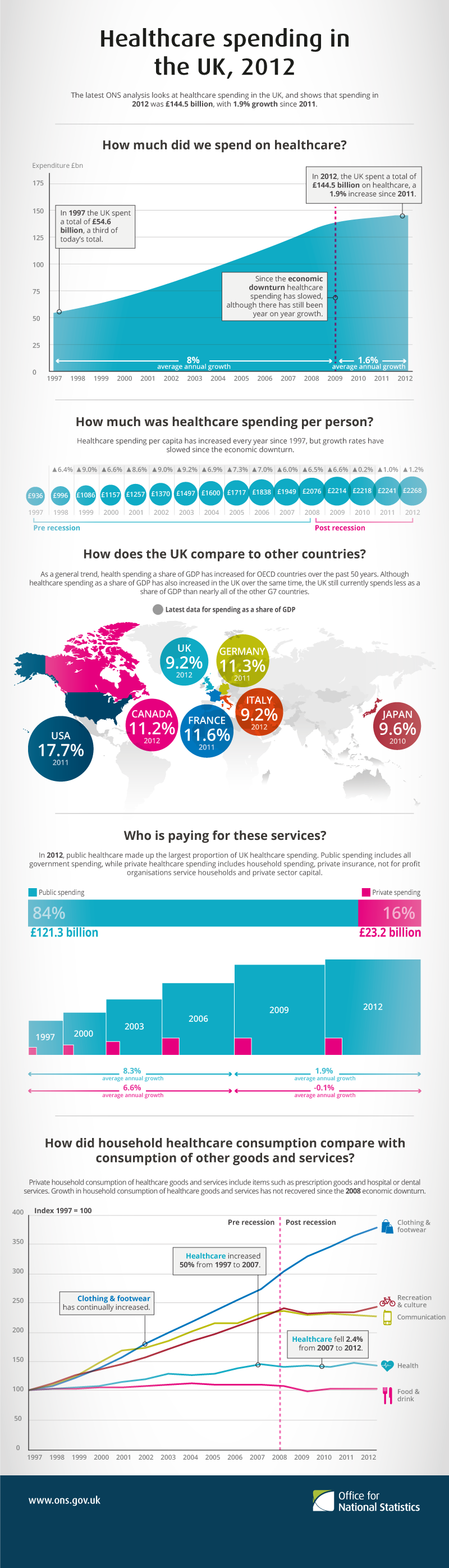
Cât a cheltuit Regatul Unit pentru sănătate în 2012?

Economia sănătății, cunoscută și sub numele de economie sanitară, reprezintă o ramură a economiei care se ocupă de aspectele legate de eficiența⁠(d), performanța, importanța și conduita în ceea ce privește procesul de producție și de consum al serviciilor de sănătate și asistență medicală, sistemul sanitar. Economia sănătății are un rol important în identificarea modalităților de îmbunătățire a performanțelor în domeniul sănătății și a stilului de viață prin intermediul interacțiunilor dintre indivizi, furnizorii de servicii medicale și unitățile sanitare. În linii mari, economiștii din domeniul sănătății se ocupă cu analizarea sistemului sanitar și a factorilor care afectează sănătatea, precum fumatul, diabetul și obezitatea.
Una dintre cele mai mari dificultăți în ceea ce privește economia sistemului sanitar este faptul că nu respectă regulile standard ale economiei. De multe ori, prețul și calitatea sunt ascunse de către sistemul de terți plătitori reprezentat de companiile de asigurări și angajatori. În plus, deși este una dintre cele mai des utilizate metode de măsurare a calității tratamentelor, indicatorul QALY (Quality Adjusted Life Years – Ani de viață ajustați în funcție de calitate) este foarte greu de măsurat și se bazează pe presupuneri care sunt adesea nerezonabile.
Anul 1963, când Kenneth Arrow a publicat un articol deosebit de influent pe această temă,  marchează începutul economiei sănătății ca domeniu de studiu. Teoria cercetătorului american a stabilit niște distincții conceptuale între sănătate și alte bunuri. Economia sănătății se remarcă prin factori precum intervenția guvernamentală extinsă, incertitudinea necuantificabilă din diverse domenii de specialitate, asimetria informațională, numeroase obstacole la intrarea pe piață, externalitățile și prezența unui agenților terți. În domeniul sanitar, agentul terț, asiguratorul, se ocupă de costurile adiacente asigurării de sănătate a pacientului, respectiv bunurile și serviciile medicale furnizate acestuia.
Economiștii din domeniul sănătății analizează o varietate de date financiare, inclusiv costuri, taxe și cheltuieli.
Incertitudinea este intrinsecă domeniului sanitar, atât în ceea ce privește rezultatele serviciilor primite de pacienți, cât și aspectele financiare. Decalajul de cunoștințe existent între un medic și un pacient creează o situație de avantaj evident pentru medic, situație numită asimetrie informațională⁠(d).
Externalitățile apar frecvent în contextul sănătății și al asistenței medicale, în special în ceea ce privește, de exemplu, impactul bolilor infecțioase sau al abuzului de opioide. De exemplu, eforturile depuse pentru evitarea virozelor respiratorii, sau mai simplu, a răcelii, afectează și alte persoane în afară de grupul decidenților. O altă problemă este găsirea unor soluții durabile, umane și eficiente pentru epidemia de opioide din Statele Unite ale Americii.

## Sfera de aplicare
Sfera de aplicare a economiei sanitare este clar ilustrată de diagrama lui Alan Williams care împarte acest domeniul în opt subiecte distincte:
- Care sunt factorii care influențează sănătatea? (în afară de asistența medicală)
- Cum poate fi definită sănătatea și ce importanță are aceasta?
- Cererea⁠(d) pentru asistență medicală
- Oferta⁠(d) de asistență medicală
- Evaluare microeconomică la nivelul tratamentului
- Echilibrul pieței
- Evaluarea la nivelul întregului sistem
- Mecanisme de planificare, stabilire a bugetelor și monitorizare.

## Dezvoltarea economiei sanitare
În secolul al III-lea î.Hr., Aristotel, filosof al Greciei Antice, a vorbit cândva despre relația dintre fermieri și medici în producție și troc. În secolul al XVII-lea, William Petty⁠(d), un economist britanic din Perioada Clasică, a evidențiat importanța cheltuielilor medicale și de sănătate alocate muncitorilor, deoarece ar aduce beneficii economice.
Actualmente, studiul economiei sanitare se afirmă ca un remarcabil domeniu interdisciplinar, îmbinând teoria economică cu practica în domeniul sănătății. Mai mult decât atât, diversitatea ramurilor și domeniilor sale de cercetare este categorică. Este bine cunoscut faptul că această știință își are rădăcinile în tradiția academică a Statelor Unite .
Asociația Medicală Americană⁠(d) (AMA) a fost înființată în 1848, având ca principale obiective avansarea științifică, crearea de standarde pentru educația medicală, lansarea unui program de etică medicală și îmbunătățirea sănătății publice. Cu toate acestea, abia în 1931, aceste preocupări economice au devenit parte din ordinea de zi a asociației, odată cu înființarea Biroului de Economie Medicală al AMA, al cărui rol este să studieze toate aspectele economice care afectează profesia medicală.
După cel de-al Doilea Război Mondial, cheltuielile medicale au crescut semnificativ în contextul îmbunătățirii rapide a nivelului tehnologic în cercetarea medicală⁠(d), modernizării mijloacelor de diagnostic și tratament, a dotărilor și echipamentelor sanitare, îmbătrânirea demografică, creșterea accentuată a numărului de boli cronice și a cererii pentru îngrijirea medicală și alte motive. De exemplu, cheltuielile totale de sănătate în Statele Unite au crescut constant ca procent din produsul intern brut (PIB), reflectând importanța tot mai mare pe care societatea o acorda sănătății în raport cu alte bunuri și servicii non-sanitare. Între anii 1960 și 2013, procentajul cheltuielilor de sănătate din PIB a crescut de la 5,0% la 17,4%. În aceeași perioadă, creșterea medie anuală a cheltuielilor naționale de sănătate în termeni nominali a fost de 9,2%, comparativ cu o creșterea nominală a PIB-ului de 6,7%.
În același timp, cheltuielile pentru îngrijirea medicală în multe țări europene au crescut, reprezentând aproximativ 4% din PIB în anii '50 și 8% până la sfârșitul anilor '70. În ceea ce privește rata de creștere, proporția cheltuielilor pentru îngrijirea sănătății în PNB (produsul național brut) în multe țări a crescut cu 1% în anii '50, cu 1,5% în anii '60 și cu 2% în anii '70. Cheltuielile considerabile pentru medicină și sănătate au reprezentat o povară pentru guverne, antreprenori, muncitori și familii întregi. Această problemă a adus cu sine nevoia de a soluționa și restricționa creșterea cheltuielilor.
În plus, numărul serviciilor de sănătate a crescut pe scală largă, echipamentele tehnice au devenit mai avansate, iar diviziunea muncii și specialitățile medicale au înregistrat, de asemenea, creșteri. Serviciile medicale și de sănătate au evoluat către o „industrie a sănătății⁠(d)” care ocupă atât o cantitate semnificativă de capital și forță de muncă, cât și o poziție importantă în viața socio-economică. Cercetarea problemelor economice din sectorul sănătății a devenit un subiect important al cercetării economice.
Selma Muskin a publicat „Towards the definition of health economics” în 1958 și, patru ani mai târziu, lucrarea „Health as an Investment”. În acea perioadă, sănătatea era considerată, în general, mai degrabă o ramură consumatoare a economiei. Analiza lui Muskin a fost o perspectivă inovatoare asupra faptului că investiția în sănătate avea consecințe benefice pe termen lung pentru comunitate. Probabil, cea mai faimoasă și citată contribuție la această disciplină a fost lucrarea lui Kenneth Arrow „Incertitudinea și economia bunăstării îngrijirilor medicale”, publicată în 1963.
După anii '60, cercetarea în economia sănătății s-a dezvoltat în continuare, un al doilea seminar academic privind economia sănătății având loc în Statele Unite în 1962, urmat de un al treilea în 1968. În 1968, Organizația Mondială a Sănătății(OMS) a organizat primul seminar internațional de economie a sănătății la Moscova. Convocarea celor trei întâlniri a arătat că economia sănătății a intrat într-un forum academic ca direcție independentă, marcând totodată formarea oficială a economiei sanitare.
După anii '70, economia sanitară a intrat într-o perioadă de dezvoltare rapidă, iar economia asistenței medicale a apărut treptat. În 1979, Paul Feldstein, un renumit economist american specializat în domeniul sănătății, a folosit pentru prima dată principiile economiei pentru a discuta despre sectoarele de îngrijire pe termen lung, piața înregistrată și alte aspecte, punând astfel bazele apariției economiei asistenței medicale.
În 1983, a fost înființată revista „Nursing Economic” în Statele Unite, iar principalele sale domenii de cercetare includeau dezvoltarea pieței de îngrijire medicală, contabilitatea costurilor de asistență medicală, politici și gestionarea economică a asistenței medicale, etc. Publicarea revistei a reprezentat un punct-cheie al formării oficiale a economiei asistenței medicale. În 1993, Centrul de Cercetare a Costurilor de la Universitatea din Iowa⁠(d) a realizat un studiu sistematic al costurilor în domeniul asistenței medicale, numit simplu Sistemul de Clasificare a Intervențiilor în Asistența Medicală (Nursing Interventions Classification sau NIC). Practica specifică a inclus înființarea unei instituții speciale de cercetare cu specialiști cu normă întreagă, precum ordonarea conținutului contabilității costurilor în domeniul asistenței medicale și, în final, identificarea și clasificarea a 433 de elemente în 6 categorii. În același timp, Centrul de Cercetare a adoptat tehnologia computerizată pentru a realiza gestionarea costurilor în domeniul asistenței medicale, inclusiv evaluarea costurilor, bugetarea rezonabilă, administrarea procesului decizional, ș.a.m.d. Aceste tehnologii au jucat un rol crucial în îmbunătățirea eficienței și ameliorarea crizei de gestionare a asistenței medicale.

## Cererea în domeniul sănătății
Cererea pentru serviciile de sănătate este o cerere derivată⁠(d) din nevoia unui sistem de sănătate. Serviciile de sănătate sunt solicitate pentru consumatori ca mijloc de a obține un bilanț mai mare de „capital de sănătate". Cererea pentru sănătate este diferită de majoritatea celorlalte bunuri, deoarece indivizii alocă resurse pentru a consuma și produce sănătate.
Raportul Organizației Mondiale a Sănătății⁠(d) (pag. 52) menționează că oamenii îndeplinesc patru roluri în sistemul de sănătate:
1. Contribuitori
2. Cetățeni
3. Furnizori
4. Consumatori

Modelul lui Michael Grossman⁠(d) din 1972, numit cererea de sănătate, a avut o influență semnificativă în acest domeniu de studiu și prezintă mai multe elemente care îl fac remarcabil. Modelul lui Grossman consideră că fiecare individ este atât un producător, cât și un consumator al sănătății. Sănătatea este tratată ca un bun care se devalorizează în timp în absența „investițiilor” în sănătate, astfel încât sănătatea este privită ca o formă de capital. Modelul recunoaște că sănătatea este atât un bun de consum care aduce satisfacție și utilitate directă, cât și un bun de investiții, care aduce satisfacție consumatorilor indirect prin reducerea zilelor de concediu medical. Investiția în sănătate este costisitoare, deoarece consumatorii trebuie să facă compromisuri între timpul și resursele dedicate sănătății, cum ar fi exercițiile la o sală de forță și alte obiective. Acești factori sunt utilizați pentru a determina nivelul optim de sănătate pe care îl va solicita o persoană. Modelul face predicții cu privire la efectele schimbărilor asupra prețurilor serviciilor de sănătate și alte bunuri, rezultatele pieței muncii – angajarea și salariile – și schimbările tehnologice. Aceste predicții cât și alte modele care extind lucrarea lui Grossman din 1972 stau la baza multor cercetări econometrice realizate de economiștii sănătății.
În modelul lui Grossman, nivelul optim de investiții în sănătate apare atunci când costul marginal al capitalului în sănătate este egal cu beneficiul marginal. Odată cu trecerea timpului, sănătatea se depreciază cu o anumită rată {\displaystyle \delta }. Rata dobânzii cu care se confruntă consumatorul este indicată cu {\displaystyle r}. Beneficiul marginal al capitalului de sănătate poate fi găsit prin adăugarea acestor variabile: {\displaystyle MC_{HK}=r+\delta \,}.  Beneficiul marginal al capitalului de sănătate este rata de rentabilitate a acestui capital în sectoarele de piață și non-piață. În acest model, stocul optim de sănătate poate fi influențat de factori precum vârstă, salarii și educație. De exemplu, {\displaystyle \delta \,} crește odată cu vârsta, astfel încât devine tot mai costisitor să atingi același nivel de capital sau de de sănătate pe măsură cu imbătrânirea persoanei. Vârsta contribuie, de asemenea, la scăderea beneficiului marginal, astfel, stocul optim de sănătate va scădea pe măsura înaintării în vârstă.
Pe lângă nevoia esențială de asistență medicală derivată din dorința de a menține o stare de sănătate optimă, există o diferență semnificativă între „beneficiul marginal”, influențat de funcția de producție pentru sănătate, și curba „cererii efective”. Această curba reflectă volumul solicitat de asistență medicală la anumite prețuri specifice pe piață, distinct de „cererea reală” bazată pe nevoile fundamentale. Prin urmare, înțelegerea acestei dualități este esențială pentru evaluarea complexă a sistemului medical. Pentru că majoritatea îngrijirilor medicale nu sunt achiziționate direct de la furnizori, ci sunt obținute la prețuri subvenționate datorită asigurărilor, prețurile suportate direct de consumatori sunt, în mod tipic, mult mai mici decât prețul de piață. Consumatorul stabilește costurile directe {\displaystyle MB=MC}, iar astfel „cererea efectivă” va avea o relație separată între preț și cantitate, în comparație cu curba „beneficiului marginal” sau relația de cerere reală. Această delimitare este adesea explicată sub conceptul de "hazard moral ex-post," o noțiune care se diferențiază din nou de hazardul moral ex-ante, prezent în orice context de piață cu asigurare.

## Evaluarea tehnologiei sanitare
Evaluarea economică⁠(d), mai ales analiza cost-eficacitate, a devenit o parte importantă a proceselor de evaluare a tehnologiei agențiilor din mai multe țări. De exemplu, Institutul pentru Calitatea și Eficiența Serviciilor Medicale (Institut für Qualität und Wirtschaftlichkeit im Gesundheitswesen – IQWiG⁠(d)) din Germania și Institutul Național pentru Excelență în Sănătate și Îngrijire⁠(d) (NICE) din Regatul Unit iau în considerare rentabilitatea costurilor produselor farmaceutice care apar noi pe piață.
Anumite organizații, printre care și NICE, susțin implementarea analizei cost-utilitate (CUA). Această metodă măsoară rezultatele într-un mod compozit, evaluând atât durata vieții, cât și calitatea acesteia, prin intermediul indicatorului denumit QALY.

## Piețele sanitare
Cele cinci piețe sanitare analizate de cele mai multe ori sunt:
- Piața de finanțare a sănătății
- Piața serviciilor de medici și asistenți medicali
- Piața serviciilor instituționale
- Piețele factorilor de intrare
- Piața educației profesionale

Ipotezele eșantioanelor manuale ale piețelor economice se aplică în mod rezonabil piețelor de sănătate, existând însă abateri semnificative. O multitudine de state au elaborat fonduri de risc în care persoanele relativ sănătoase subvenționează îngrijirea celorlalți indivizi. Asigurătorii trebuie să facă față selecției adverse, care apare atunci când nu pot anticipa integral costurile medicale ale persoanelor deja asigurate, iar acest fenomen poate afecta negativ grupul de risc. Caracteristicile grupului de risc de pe piața de asigurări, cum ar fi achizițiile de grup, selecția preferențială („cherry-picking”) și excluziunile privind afecțiunile preexistente, sunt concepute pentru a contracara impactul selecției adverse.
Pacienții asigurați sunt, în mod normal, mai puțin preocupați de costurile asistenței medicale decât ar fi dacă ar plăti prețul integral al unei îngrijiri. Hazard moral care apare, crește costurile, așa cum arată faimosul experiment RAND, proiect desfășurat de Rand Corporation ce a implicat dezvoltarea și utilizarea unor modele economice și tehnici analitice pentru a investiga și evalua diverse politici economice și strategii guvernamentale, privind asigurările de sănătate. Asigurătorii folosesc mai multe tehnici pentru a limita costurile riscului moral, inclusiv impunerea de coplăți pacienților și limitarea stimulentelor medicului. Asigurătorii se află adesea în concurență prin furnizarea unei game largi de oferte de servicii, cerințe de repartizare a costurilor și constrângeri asupra medicilor.
Clienții de pe piețele sanitare nu dispun adesea de informații adecvate în ceea ce privește serviciile pe care trebuie să le achiziționeze și care furnizori oferă plusvaloare. Economiștii din domeniul sănătății au identificat o problemă legată de creșterea cererii induse de furnizor, în care furnizorii își orientează recomandările de tratament pe considerente economice, mai degrabă decât pe criterii medicale. De asemenea, cercetătorii au documentat „variații substanțiale de practică medicală” fenomen în care tratamentul poate fi influențat și de disponibilitatea serviciilor pentru a reduce variațiile de stimulare și de practică.
Unii economiști susțin că obligativitatea ca medicii să dețină o autorizație medicală constrânge intrările, inhibă inovația și crește costurile pentru consumatori, în timp ce, în mare parte, beneficiază doar medicii înșiși..

## Raționamentul economic pentru intervenția guvernamentală pe piețele sanitare

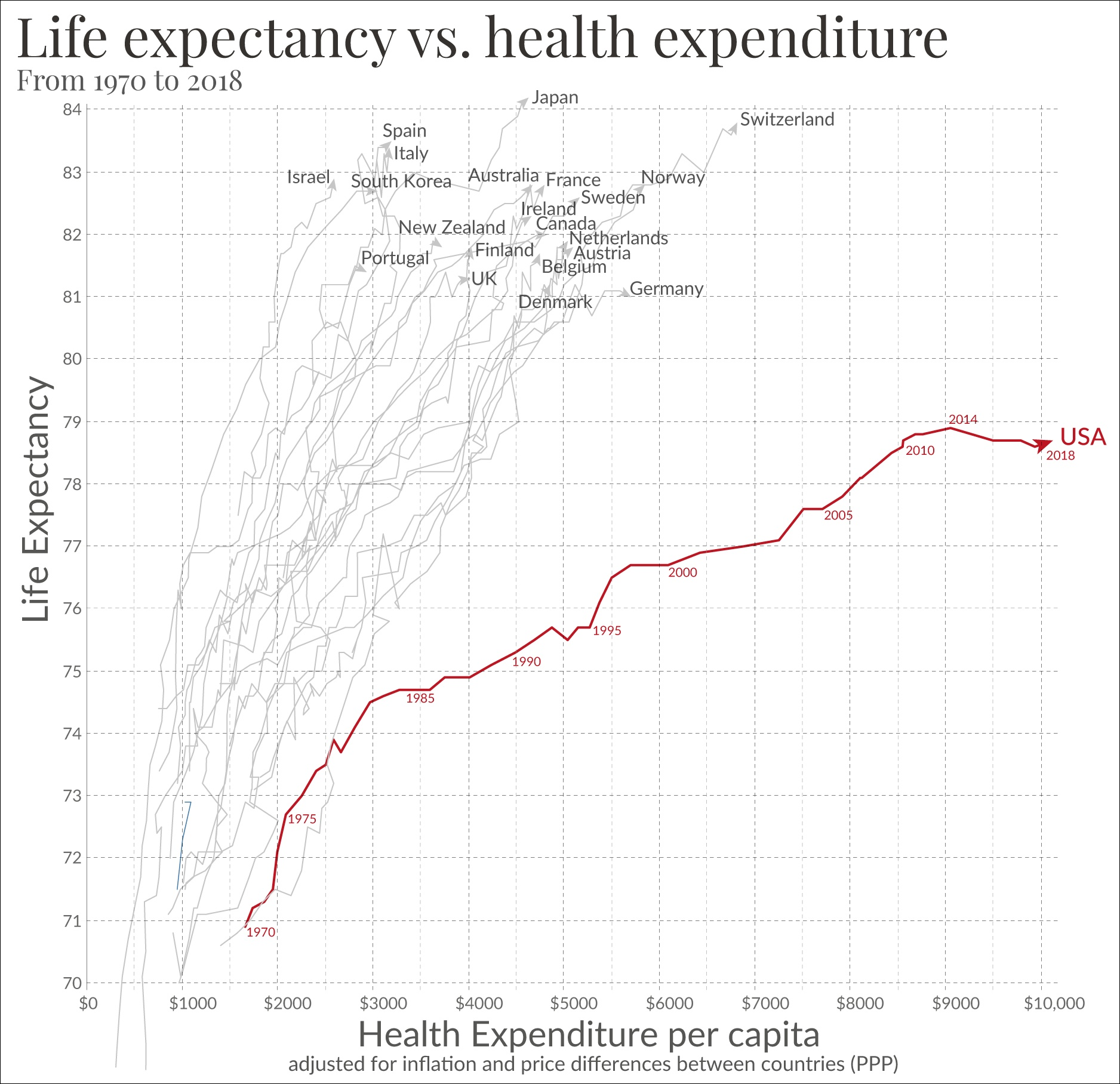
Speranța de viață vs cheltuielile pentru sănătatea țărilor bogate din OCDE. Media SUA de 10.447 USD în 2018.

Folland, Godman și Stino, autorii cărții, „The Economics of Health and Health Care”  enumeră mai multe motive separate și independente pentru intervenția guvernelor în sistemele de asigurare a sănătății, în loc să lase aceasta în mâinile forțelor pieței private.
1. Primul motiv este nevoia de a asigura disponibilitatea unui nivel optim de producție și consum al bunurilor publice (spitale, vaccinuri) și al bunurilor cu caracter parțial public.
2. În al doilea rând este rațională creșterea calității și corectitudinea asigurărilor pentru acele servicii care pot fi produse în sectorul privat, dar necesită împărțirea riscurilor din cauza cheltuielilor și incertitudinilor legate de nevoile existente, cum ar fi investiții pentru cercetarea și dezvoltarea unor remedii noi și echipamente de îngrijire a sănătății. De obicei, guvernele îi finanțează pe cei care nu își permit asigurarea sau în anumite situații, acele activități și facilități au costuri reduse pe care si cetățenii cu veniturii medii să și le poată permite. De exemplu, cel mai mare sistem de asigurări de sănătate din lume a fost lansată în India sub numele de Ayushman Bharat în 2018 .
3. Al treilea motiv pentru care guvernul ar putea dori să intervină este pentru prevenirea eșecului pieței⁠(d) . Un exemplu clasic de eșec al pieței este cauzat de puterea monopolistă. Mai multe piețe de asigurări medicale tind să aibă potențialul de a exercita controlul monopolului. Asistența medicală pe piețe cu puține spitale, produse pe bază de rețetă protejate printr-o autorizație, iar unele piețe de asigurări de sănătate sunt motivul major pentru care costurile sunt mai mari, mai ales în cazurile în care furnizorii fac parte din companii private.
4. Cunoașterea poate fi percepută drept un public bun care are o valoare economică puternică. Informațiile sunt furnizate de către un utilizator care nu limitează informațiile disponibile pentru alt utilizator. Celor care nu plătesc li se refuză adesea accesul la informații, iar costul marginal al furnizării informațiilor unei alte persoane este adesea scăzut. Ca rezultat, s-ar putea argumenta că piețele private produc mai putine cunoștințe, necesitând o intervenție guvernamentală pentru a crește disponibilitatea acesteia. Intervenția guvernamentală, poate fi văzută, în acest caz drept o asistare la distribuirea publică a informațiilor consacrate, fie direct, fie prin finanțarea operațiunilor din sectorul privat.
5. Ultimul punct din această secțiune este legat de piețele incomplete. Piețele incomplete pot să apară atunci când piețele private se luptă să mulțumească cererile existente. Această situație poate apărea atunci când tratarea bolilor este foarte costisitoare, cum ar fi în cazul bolilor precum cancerul sau a unor noi boli contagioase, precum HIV / SIDA sau COVID-19. În astfel de cazuri, fie asigurătorii privați solicită o primă mare, din cauza că factorii de risc și costurile sunt mari, fie este posibil să nu asigure persoanele pentru anumite cazuri. Acest lucru duce la un gol al pieței în care o anumită parte a populației nu își va putea permite servicii medicale. Anumite piețe de asigurări, cum ar fi cele pentru pacienții cu HIV/SIDA, cancer sau alte afecțiuni preexistente⁠(d), care caută o nouă acoperire a costurilor pentru tratamente, pot sa nu fie îndeajuns, în sensul in care acei pacienți ar putea să nu își permită acoperirea costurilor. În astfel de cazuri, guvernul intervine de obicei și oferă o asigurare medicală. De exemplu, în timpul pandemiei de COVID-19, nicio companie de asigurări privată nu a prezis (sau ar fi putut prezice) că va avea loc un astfel de focar de infecție. Ca urmare, intervenția statului a devenit necesară pentru tratarea oamenilor.

## Cheltuielile publice și private
Extindeți graficele Organizația pentru Cooperare și Dezvoltare Economică (OCDE) de mai jos pentru a putea observa descompunerea:
- „Guvern/obligații”: Cheltuieli guvernamentale și asigurări obligatorii de sănătate.
- „Voluntar”: asigurări de sănătate voluntare și fondurile private, cum ar fi plățile din buzunar ale gospodăriilor, ONG-urile și corporațiile private.
- Ele sunt reprezentate de coloane care încep de la zero. Nu sunt stivuite. Cele doua sunt combinate pentru a obține totalul.
- La sursă, puteți trece cursorul peste coloane pentru a obține anul și suma pentru acea țară.[27]
- Dacă apăsați pe fila tabel de la sursă pentru a obține 3 liste (una după alta) de sume în funcție de țară: „Total”, „Guvern/obligatii” și „Voluntar”.[27]

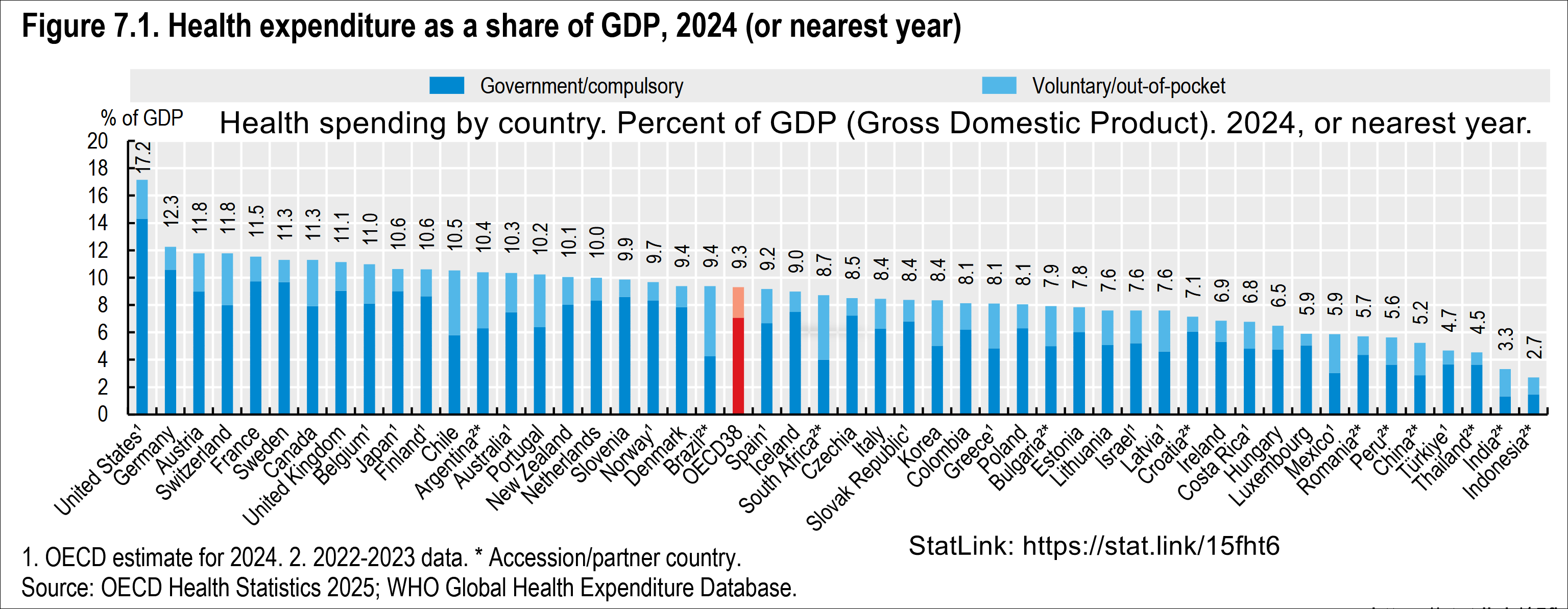
Cheltuielile cu sănătatea pe țară. Procentul din PIB (produsul intern brut). De exemplu: 11,2% pentru Canada în 2022. 16,6% pentru Statele Unite în 2022.

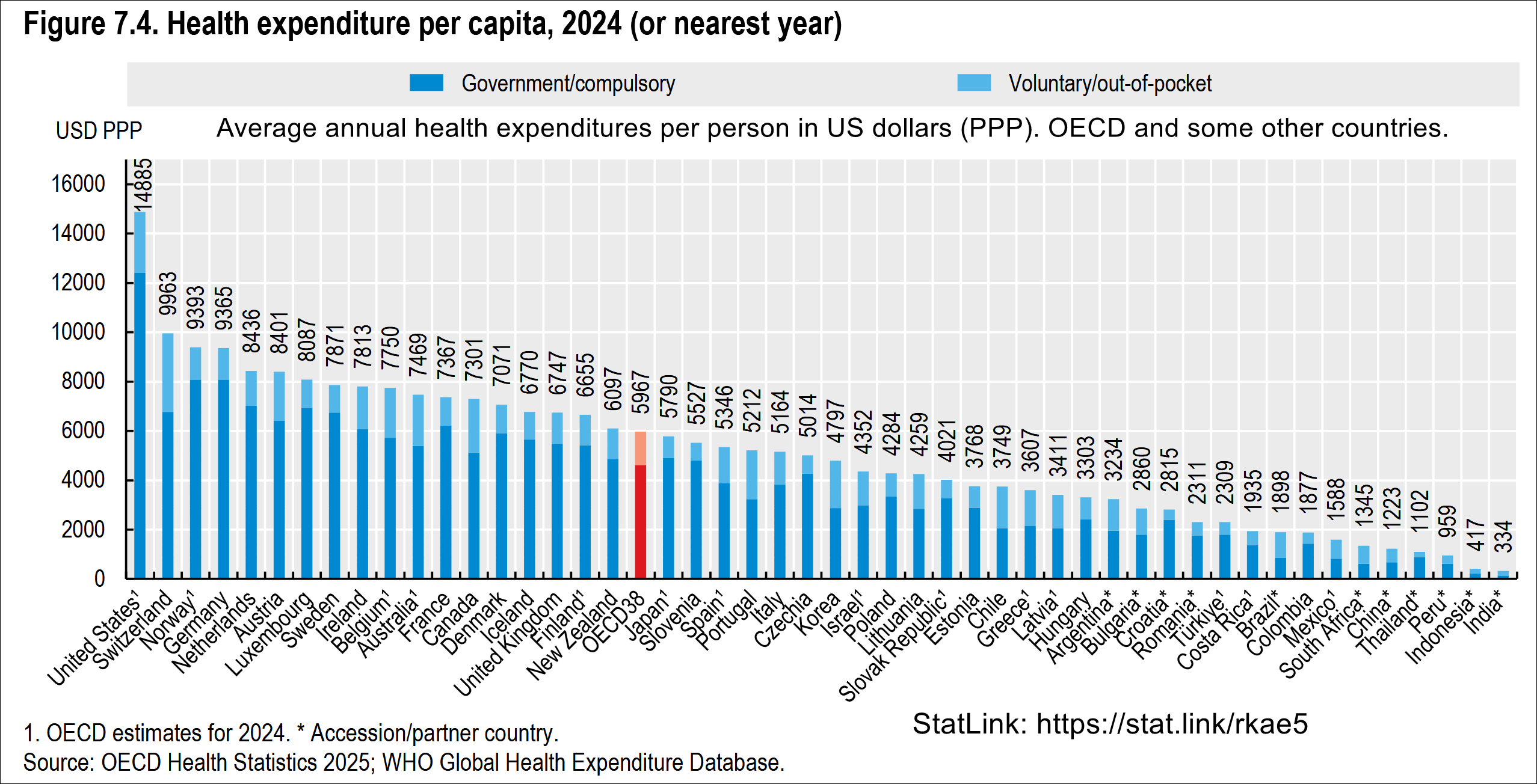
Costul total al asistenței medicale pe persoană. Cheltuielile publice si private. dolari SUA PPP ..Spre exemplu: 6.319 USD pentru Canada în 2022. 12.555 USD pentru SUA în 2022.

## Alte probleme

### Economia medicală
Adesea folosită drept sinonim cu economia sănătății, „economia medicală”, conform lui Culyer, este ramura economiei care este preocupată de aplicarea teoriei economice în apariția fenomenelor și a problemelor asociate de obicei cu cea de-a doua și a treia piață a sănătății care sunt prezentate mai sus, anume medicii și furnizorii de servicii instituționale. De obicei, se referă la analiza cost-beneficiu a produselor farmaceutice și la rentabilitatea diferitelor tratamente medicale. Economia medicală utilizează adesea modele matematice pentru sintetizarea datelor din biostatistică și epidemiologie pentru a sprijini luarea deciziilor medicale, atât pentru indivizi, cât și pentru o politică mai largă de sănătate.

### Economia sănătății mintale
Economia sănătății mintale încorporează o gamă vastă de subiecte, iar acestea variază de la farmacoeconomie⁠(d) la economia muncii⁠(d) și economia bunăstării.⁠(d) Sănătatea mintală poate fi direct legată de economie prin potențialul persoanelor afectate care contribuie drept capital uman. În 2009, Currie și Stabile au publicat „Sănătatea mintală în copilărie și în capitalul uman”, în care aceștia au evaluat modul în care problemele comune de sănătate mintală din copilărie pot modifica acumularea de capital uman al copiilor afectați . Externalitățile pot include influența pe care indivizii afectați o au asupra capitalului uman din jur, cum ar fi la locul de muncă sau acasă . De asemenea, economia afectează și individul, în special în lumina globalizării. De exemplu, există studii în India, care prezintă existența unei apariții din ce în ce mai mare a externalizării occidentale, acestea demonstrând o identitate hibridă în creștere la tinerii profesioniști care se confruntă cu așteptări socio-culturale foarte diferite la locul de muncă, dar și acasă .
Economia sănătății mintale prezintă un set unic de provocări pentru cercetători. Este posibil ca persoanele cu dizabilități cognitive să nu fie capabile să comunice preferințele. Acești factori reprezintă provocări în ceea ce privește atribuirea de valoare stării de sănătate mintală a unui individ, în special în ceea ce privește potențialul individului în calitate de capital uman. Mai mult, statisticile privind ocuparea forței de muncă sunt adesea utilizate în studiile economice privind sănătatea mintală ca mijloc de evaluare a productivității individuale. Totuși, aceste statistici nu surprind „prezenteismul”, atunci când un individ se află la locul de muncă cu un nivel de productivitate scăzut, nu cuantifică pierderea de timp de lucru neplătit și nici nu surprind externalitățile, cum ar fi faptul că un membru al familiei este afectat. De asemenea, având în vedere variația ratelor salariale la nivel mondial sau a valorilor societății, statisticile utilizate pot fi limitate din punct de vedere contextual, geografic, iar rezultatele studiilor pot să nu fie aplicabile la nivel internațional.
Studiile au demonstrat că îngrijirea sănătății mintale poate atenua costurile generale ale îngrijirii medicale, poate dovedi eficacitatea și reduce absenteismul angajaților și poate îmbunătăți în același timp funcționarea acestora. Cu toate acestea, disponibilitatea serviciilor complete de sănătate mintală este în declin. Petrasek și Rapin (2002) citează trei motive principale pentru acest declin: (1) stigmatizarea și preocupările legate de intimitate, (2) dificultatea de a cuantifica economiile medicale și (3) stimulentul medicilor de a administra medicamente fără a fi îndrumați de specialiști Evers și colab. (2009) au sugerat că ar putea fi aduse îmbunătățiri prin promovarea unei diseminări mai active a analizelor economice privind sănătatea mintală, prin crearea de parteneriate prin intermediul factorilor de decizie politică și al cercetătorilor și prin utilizarea mai frecventă a intermediarilor financiari de cunoștințe⁠(d).

## Sănătate și utilitate
În general, economiștii pornesc de la premisa că indivizii acționează rațional cu scopul de a-și maximiza utilitatea pe parcursul vieții, în timp ce toți sunt supuși faptului că nu pot cumpăra mai mult decât le permit resursele lor. Cu toate acestea, acest model devine complex, deoarece există incertitudinea cu privire la durata de viață a indivizilor. Ca atare, ar trebui să împărțim problema în două părți: 1. Cum produce sănătatea utilitatea și 2. Ce afectează sănătatea (de exemplu, îngrijirile medicale și alegerile privind stilul de viață).
Probabil cel mai fundamental lucru al teoriei consumatorului este că bunul crește utilitatea unui individ. Sănătatea nu este cu adevărat un bun în sensul tradițional, însă sănătatea în sine produce fericire. Ne putem gândi la sănătate ca la un bun durabil, la fel ca la o mașină, o casă sau o educație. Cu toții venim pe lume cu un anumit „stoc” inerent de sănătate, iar un copil sănătos are un stoc destul de mare de sănătate. Practic, fiecare decizie pe care o luăm pe parcursul vieții noastre poate să ne afecteze stocul de sănătate.
Considerăm că X este un pachet de alte bunuri, iar H este un rezervor de sănătate. Având în vedere acest lucru, putem obține formula pentru utilitatea unui individ că utilitate = U(X, H). Pentru simplificare, continuăm să credem că rezervorul de sănătate produce utilitate, dar din punct de vedere tehnic, ceea ce produce utilitate este fluxul de servicii creat de stocul de sănătate. La fel ca în mod tradițional pentru bunuri, „mai mult este mai bine”. Cu alte cuvinte, o creștere a sănătății duce la o creștere a utilității. Având în vedere acest lucru, pare logic ca X să crească odată cu sănătatea, fiindcă de exemplu, este mai plăcut să vizitezi grădina zoologică atunci când nu ai dureri de cap.
Rezervorul de sănătate se uzează în timp, la fel ca și alte bunuri durabile. Acest proces poate fi numit îmbătrânire. Atunci când rezervorul nostru de sănătate a scăzut suficient de mult, ne vom pierde capacitatea de a funcționa. Putem spune, în terminologia economică, că stocul de sănătate se devalorizează. Deoarece speranța de viață a crescut mult în acest secol, aceasta indicând faptul că rata de devalorizare a stocului individual de sănătate a scăzut în această perioadă. Eforturile de îngrijire a sănătății publice și îngrijirea medicală individuală sunt puse în aplicare pentru a restabili stocul de sănătate sau pentru a diminua rata de depreciere a stocului de sănătate. Dacă am reprezenta starea de sănătate a unei persoane pe parcursul vieții sale printr-un grafic, aceasta ar crește constant la început în perioada copilăriei, iar apoi ar scădea treptat din cauza îmbătrânirii, cu căderi bruște cauzate de evenimente aleatorii, cum ar fi accidentele sau bolile.
Există mulți factori, alții decât evenimentele „aleatorii” legate de sănătatea personală, pe care indivizii le integrează sau le adoptă în decursul vieții lor, care afectează viteza de îmbătrânire, gravitatea și frecvența căderilor. Alegerile legate de stilul de viață ne pot îmbunătăți sau înrăutăți profund sănătatea. Dacă ne întoarcem la X, pachetul de bunuri și servicii poate întreprinde numeroase caracteristici, unele adaugă valoare, în timp ce altele scad în mod vizibil stocul nostru de sănătate. Printre aceste alegeri ale stilului de viață se remarcă decizia de a consuma alcool sau droguri, de a fuma tutun, structura dietei, nivelul de activitate fizică și așa mai departe. Nu numai că X și H pot funcționa ca înlocuitori unul altuia în producerea de utilitate, dar X poate, de asemenea, să afecteze H în sensul producției. X poate fi apoi împărțit în diferite categorii. În funcție de efectul pe care îl are asupra lui H, se enumeră: categorii „bune” (de exemplu, exerciții fizice moderate), categorii „rele” (de exemplu, alimente cu un nivel ridicat de colesterol) și categorii „neutre” (precum concerte și cărți). Bunurile neutre nu au un efect vizibil asupra sănătății indivizilor.

### Reviste
- Journal of Health Economics
- Revista Internațională de Evaluare Tehnologică în Îngrijirea Sănătății
- Economia Sănătății
- Revista Europeană de Economie a Sănătății
- PharmacoEconomics (revistă)
- Expert Review of Pharmacoeconomics and Outcomes Research